# 蓬圣马尔
蓬圣马尔（法語：Pont-Saint-Mard，法語發音：[pɔ̃ sɛ̃ maʁ]）是法国上法蘭西大區埃纳省的一个市镇，属于拉昂区。

## 地理
蓬圣马尔（49°29'50"N, 3°17'6"E）面积6.79 平方千米，位于法国上法蘭西大區埃纳省，该省份为法国北部内陆省份，北起北部省，西接索姆省和瓦兹省，东临阿登省和马恩省，西南至塞纳-马恩省，东北部与比利时接壤。
与蓬圣马尔接壤的市镇（或旧市镇、城区）包括：尚村、库西堡-欧夫里克、克雷西欧蒙、埃帕尼、居尼。

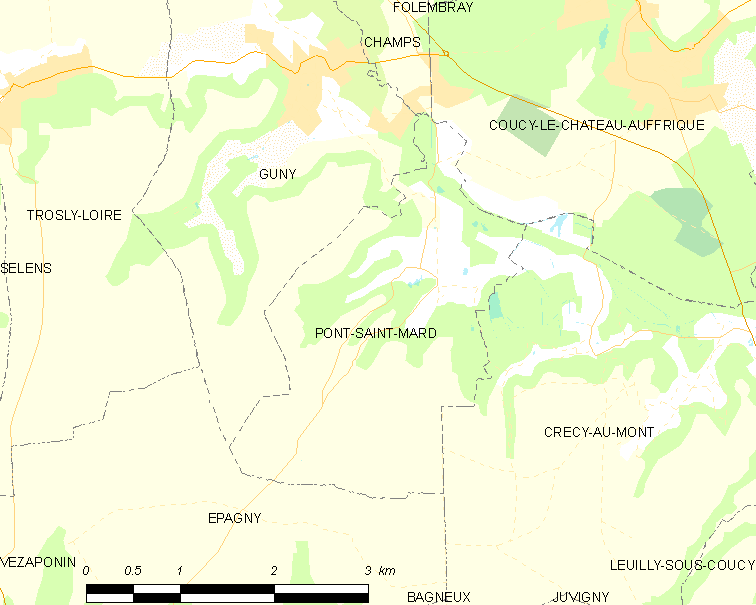
蓬圣马尔的OSM定位图

蓬圣马尔的时区为UTC+01:00、UTC+02:00（夏令时）。

## 行政
蓬圣马尔的邮政编码为02380，INSEE市镇编码为02616。

## 政治
蓬圣马尔所属的省级选区为埃纳河畔维克县。

## 人口

1962-2008年间蓬圣马尔人口变化图示

蓬圣马尔于2022年1月1日时的人口数量为185人。